# Slemeno (Dolní Kalná)
Slemeno (německy Slemeno) je vesnice, část obce Dolní Kalná v okrese Trutnov. Nachází se asi 1,5 km na východ od Dolní Kalné. V roce 2010 zde bylo evidováno 58 adres. V roce 2001 zde trvale žilo 112 obyvatel.
Slemeno leží v katastrálním území Slemeno v Podkrkonoší o rozloze 2,63 km2.

## Pamětihodnosti
Řada historických plastik zejména náboženského charakteru. 